# Leopold Mayer (Wirtschaftswissenschaftler)
Leopold Mayer (* 6. April 1896 in Wien, Österreich-Ungarn; † 18. Januar 1971 in Wien) war ein österreichischer Wirtschaftswissenschaftler. Sein Sohn kann leicht mit ihm verwechselt werden: Dieser heißt ebenfalls Leopold, war ebenfalls Wirtschaftswissenschaftler und hatte ähnliche Fachschwerpunkte wie sein Vater.

## Beruflicher Werdegang
Leopold Mayer (sen.) besuchte zunächst die Handelsakademie Wien und wurde danach 1914 Mitarbeiter einer Bank in Wien. 1917 ging er als Assistent zurück an die Handelsakademie. Dort legte er 1920 neben seiner Assistententätigkeit die Lehramtsprüfung ab. Mit dieser Qualifikation ging er als Assistent für Betriebswirtschaftslehre an die Hochschule für Welthandel. 1923 erwarb er an der Hochschule das Diplom und war anschließend mit einem Lehrauftrag für das Institut für Verkehrs- und Versicherungswesen tätig. Da die Hochschule noch kein Promotionsrecht hatte reichte er seine Dissertation Betriebswirtschaftslehre des Lagerhausgeschäftes an der Universität Frankfurt am Main bei Josef Hellauer ein und konnte so 1928 promoviert werden.
Mit dem Werk Bilanz und Steuer deren dritte Auflage er zusammen mit dem Hofrat am Verwaltungsgerichtshof Petrucha schrieb, konnte er sich 1930 habilitieren. 1931 erhielt er die Venia legendi und wurde zum außerordentlichen Professor für Betriebswirtschaftslehre der Hochschule für Welthandel. 1939 wurde er dann zum ordentlichen Professor ernannt und war ab 1944 als Rektor tätig. 
Mayer war überzeugter und engagierter Nationalsozialist. Er war zum 1. Juni 1933 als Illegaler der NSDAP beigetreten (Mitgliedsnummer 1.629.746). Mit dem Ende des Krieges wurde er – als politisch belastet – aus dem Hochschuldienst entlassen und als Hochschulassistent [sic!] pensioniert.
Durch den Tod Anton Haars wurde 1953 ein Lehrstuhl an der Universität Wien frei, auf welchen er sich bewarb. Aus Kostengründen wurde der Lehrstuhl in einen Lehrauftrag umgewandelt, welcher von Mayer wahrgenommen wurde.

## Wirken
Auf Grund der Umstände des Zweiten Weltkrieges konnte Mayer keine Habilitation abnehmen, es promovierten aber bei ihm drei spätere Professoren Leopold Illetschko, Hans Kresensky und Walter Endres.
Mayer war auch Kartellsachverständiger. Mayer junior, der mit seinem Vater wissenschaftlich zusammenarbeitete, promovierte 1957 über Kartellpolitik. 1959 gab er das wohl letzte Lehrbuch der klassischen Kartelltheorie heraus, nachdem in der Bundesrepublik Deutschland wie in den Europäischen Gemeinschaften die Kartelle bereits im Grundsatz verboten waren. Die beiden Mayers publizierten auch einige Bücher gemeinsam, etwa über Bilanzierung.

## Schriften von Leopold Mayer
Senior:
- Speditionsgeschäft und Speditionsbetrieb. Grundzüge der Betriebswirtschaftslehre der Speditionsunternehmungen (= Betriebswirtschaft. Heft 8, ZDB-ID 519848-3). C. Heymann u. a., Berlin u. a. 1933.
- Grundlagen der handwerklichen Betriebswirtschaft (= Wirtschaftswissenschaft, Wirtschaftspraxis. Bd. 12, ZDB-ID 633587-1). Konkordia, Bühl 1935.
- Bilanzanalyse (= Die Handels-Hochschule. Bd. 2, 3, b). Spaeth & Linde, Berlin u. a. 1936 (mehrere Auflagen).
- Kapitallenkung im Großwirtschaftsraum. In: Verein Deutscher Wirtschaftswissenschafter (Hrsg.): Europäische Grossraumwirtschaft. Vorträge, gehalten auf der Tagung zu Weimar vom 9.–11. Oktober 1941. Meiner, Leipzig 1942, S. 100–121.
- Bilanz- und Betriebsanalyse. Gabler, Wiesbaden 1960.

Junior:
- Kartelle, Kartellorganisation und Kartellpolitik. Gabler, Wiesbaden 1959.